# Mittelherwigsdorf
Mittelherwigsdorf – miejscowość i gmina w Niemczech, w kraju związkowym Saksonia, w okręgu administracyjnym Drezno, w powiecie Görlitz.

## Współpraca
Miejscowości partnerskie:
- Dischingen, Badenia-Wirtembergia (kontakty utrzymuje dzielnica Eckartsberg)
- Neunkirchen, Badenia-Wirtembergia